# 김민지 (아나운서)
김민지(金玟志, 1985년 8월 14일~)는 대한민국의 아나운서이다. 박지성과 결혼하면서 2014년에 퇴사했다.

## 학력
- 2004년 선화예술고등학교 미술과 졸업
- 2008년 이화여자대학교 서양화과, 방송영상과 학사 졸업

## 방송

### 텔레비전
- 2010년 : KBS N 스포츠 《아이 러브 베이스볼 시즌 2》
- 2011년 : SBS 《풋볼매거진 골!》(2011.3.24 ~ 2014.1.24)
- 2011년 : SBS 《순간포착 세상에 이런일이》(2011.12.8 ~2014.3.6)
- 2012년 : SBS 《생방송 투데이》(2012.5.4 ~ 2013.11.8)
- 2013년 : SBS 《모닝와이드》(2013.4.13 ~ 2014.3.1)
- SBS 《SBS 애니갤러리》
- SBS 《배성재의 텐》

### 라디오
- SBS 파워FM 《행복한 아침》(2011.11.21 ~ 2013.4.14)